# Iván III Nelipić
Ivaniš Nelipić o Iván III Nelipić (antes de 1379–1435) fue un noble croata que fue príncipe de Cetina y Omiš. También fue ban titular de Croacia y Dalmacia en 1419 y fue miembro de una de las familias nobles croatas más poderosas de la época. En la cima de su poder, gobernó áreas en el interior de Croacia desde la montaña de Velebit hasta el río Cetina. De 1401 a 1435, gobernó sobre la fortaleza de Klis, aunque su sede principal estaba en Knin en la fortaleza de Knin. Durante su reinado, estuvo muy involucrado en los conflictos sobre Bosnia. Más tarde, también fue reconocido como duque de las ciudades dálmatas, específicamente Trogir, Split y Skradin.

## Biografía
Ivaniš nació antes de 1379, hijo de Iván II Nelipić y su esposa Margarita, de la familia noble de Split Merini. Heredó los territorios que poseía la familia alrededor del río Cetina. Se le menciona como duque de Trogir en 1393 y como duque de Split en 1403. Durante las guerras dinásticas, inicialmente apoyó a Ladislao de Nápoles, de quien recibió Skradin y Klis. A partir de 1406, se puso del lado de Segismundo de Luxemburgo y perdió Skradin, pero conservó Klis. En 1415, se menciona que estuvo en conflicto con los otomanos. En 1416, también adquirió la ciudad de Omiš. Se casó con Isabel Bebek, hija del nádor de Hungría Detrek Bebek. A partir de ese momento, se autodenomina ban de Dalmacia y Croacia en las cartas que emitía. Murió en 1435.

## Familia
Ivaniš, era nieto del poderoso noble croata Ivan Nelipić, fue el último miembro masculino de la familia noble Nelipić. Según su testamento, su hija, la princesa Catalina Nelipić, heredaría todas sus extensas posesiones desde las cordilleras de Velebit hasta el río Cetina. Se casó con Ivan Frankopan, que gobernó como ban de Croacia de 1432 a 1436. La otra hija del príncipe, Margarita Nelipić, se casó con el príncipe Kurjaković. Su hermana, Jelena Nelipčić, se casó en primer lugar con el noble croata más poderoso de Bosnia, el duque Hrvoje Vukčić Hrvatinić, y más tarde con Esteban Ostoja, el rey de Bosnia.